# Maciej Sadlok
Maciej Sadlok (* 29. Juni 1989 in Oświęcim, Polen) ist ein polnischer Fußballspieler.

## Karriere im Verein
Sadlok begann seine Karriere bei seinem Heimatverein Pasjonat Dankowice, ehe er in der Winterpause 2006/07 zum Erstligisten und Traditionsklub Ruch Chorzów.
Mit dem Verein schaffte der Mittelfeldakteur 2007 den Aufstieg in die Ekstraklasa und bestritt in der darauffolgenden Saison seine ersten Erstligapartien.
In der Saison 2008/09 bestritt Sadlok 17 Partien und war damit fester Bestandteil der ersten Mannschaft.
In der Saison 2009/10 nahm er an 29 von 30 möglichen Partien für Chorzów teil. In der Winterpause der Saison 2010/11 wechselte er nach weiteren 14 Spielen und seinem ersten Tor in der Ekstraklasa im Winter zum Ligakonkurrenten Polonia Warschau. Für Polonia bestritt er in zwei Saisons 31 Ligaspiele, bevor er zur Saison 2012/13 wieder zu Ruch Chorzów zurückkehrte.
Seit 2014 war Sadlok beim 13-maligen polnischen Meister Wisła Krakau unter Vertrag, bevor er im Sommer 2022 zu Ruch Chorzów zurückkehrte.

## Karriere in der Nationalmannschaft

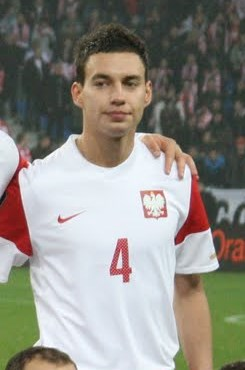
Sadlok im Einsatz für Polen (2010)

Maciej Sadlok debütierte am 14. November 2009 bei einem Freundschaftsspiel gegen Rumänien (0:1) in Warschau in der polnischen Fußballnationalmannschaft. Er bestritt 15 Länderspiele und gehörte zu den Lieblingsspielern des damaligen Nationaltrainers Franciszek Smuda. Jedoch wurde er nicht in den polnischen Kader für die Europameisterschaft 2012 berufen.

## Erfolge
- Aufstieg in die Ekstraklasa (2007)
- Pokalfinalist (2009)